# Bahnstrecke Limoges-Bénédictins–Périgueux
| Bahnhof Aiguille bei Limoges vor 1914. |                                                                  | | |
| Streckenverlauf |                                                                  | | |
| Streckennummer (SNCF): | 611 000                                                          | | |
| Kursbuchstrecke (SNCF): | 46–47                                                            | | |
| Streckenlänge: | 96,6 km                                                          | | |
| Spurweite: | 1435 mm (Normalspur)                                             | | |
| Maximale Neigung: | 10 ‰                                                             | | |
| Zweigleisigkeit: | ursprünglich ja, heute nur zwischen Limoges und Nexon (BK 421,2) | | |
| |                                                                  | | |
| \| \| \| Bahnstrecke Les Aubrais-Orléans–Montauban-Ville-Bourbon von Les Aubrais-Orléans \| \| \| \| \| \| \| \| \| \| Bahnstrecke Limoges-Bénédictins–Angoulême von Angoulême \| \| \| \| \| Bahnstrecke Limoges–Peyrat-le-Château v. Limoges-Montjovis \| \| \| \| 401,2 \| Limoges-Bénédictins \| 251 m \| \| \| 401,7 \| Tunnel de Limoges (1.024 m) u. Limoges–Peyrat-le-Ch. \| Tunnel de Limoges (1.024 m) u. Limoges–Peyrat-le-Ch. \| \| \| \| \| \| \| \| 402,7 \| Bahnstrecke Les Aubrais-Orléans–Montauban-Ville-Bourbon nach Montauban-Ville-Bourbon (Abzw. Uzerche; Streckenbeginn) \| Bahnstrecke Les Aubrais-Orléans–Montauban-Ville-Bourbon nach Montauban-Ville-Bourbon (Abzw. Uzerche; Streckenbeginn) \| \| \| \| \| \| \| \| \| \| \| \| \| \| N 520 u. Bahnstrecke Limoges–Saint-Mathieu-et-Rochechouart nach Limoges-Montjovis \| \| \| \| \| \| \| \| \| \| N 21 und Bahnstrecke Limoges–Saint-Mathieu-et-Rochechouart \| \| \| \| 405,5 \| Vienne (Viaduc d’Isle; 93 m) \| Vienne (Viaduc d’Isle; 93 m) \| \| \| 409,2 \| Briance (120 m) \| Briance (120 m) \| \| \| 409,4 \| L’Aiguille \| 233 m \| \| \| 411,7 \| Beynac \| 257 m \| \| \| 421,2 \| Nexon \| 329 m \| \| \| 421,4 \| Bahnstrecke Nexon–Brive-la-Gaillarde nach Brive-la-Gaillarde \| Bahnstrecke Nexon–Brive-la-Gaillarde nach Brive-la-Gaillarde \| \| \| 429,4 \| Lafarge \| 405 m \| \| \| 435,6 \| Scheitelpunkt \| 425 m \| \| \| 438,4 \| Bahnstrecke Saillat-sur-Vienne–Bussière-Galant v. Saillat-Ch. \| Bahnstrecke Saillat-sur-Vienne–Bussière-Galant v. Saillat-Ch. \| \| \| 438,6 \| Bussière-Galant \| 419 m \| \| \| 439,1 \| Bahnstrecke Bussière-Galant–Saint-Yrieix nach St-Yriex-la-P. \| Bahnstrecke Bussière-Galant–Saint-Yrieix nach St-Yriex-la-P. \| \| \| \| N21 \| \| \| \| \| \| \| \| \| 440,8 \| Département Haute-Vienne / Dordogne (Bahnverwaltung Limoges / Bordeaux) \| Département Haute-Vienne / Dordogne (Bahnverwaltung Limoges / Bordeaux) \| \| \| \| \| \| \| \| 448,6 \| La Coquille \| 337 m \| \| \| 453,1 \| Mavaleix \| 300 m \| \| \| 460,5 \| Tunnel de Douyeras (326 m) \| Tunnel de Douyeras (326 m) \| \| \| \| Bahnstrecke Quéroy-Pranzac–Thiviers von Le Quéroy-Pranzac \| \| \| \| \| Bahnstrecke Saint-Yrieix-La-Perche–Thiviers (Meterspur) \| \| \| \| 463,4 \| Thiviers \| 253 m \| \| \| 463,9 \| Tunnel de Thiviers (401 m) \| Tunnel de Thiviers (401 m) \| \| \| 464,6 \| Bahnstrecke Thiviers–Saint-Aulaire nach Saint-Aulaire \| Bahnstrecke Thiviers–Saint-Aulaire nach Saint-Aulaire \| \| \| 468,8 \| Les Grandes-Bruges \| 203 m \| \| \| 473,2 \| Négrondes \| 174 m \| \| \| 477,1 \| Beauronne \| Beauronne \| \| \| 479,4 \| Ligueux \| 142 m \| \| \| 484,4 \| Agonac \| 123 m \| \| \| 491,2 \| Château-l’Évêque \| 103 m \| \| \| \| \| \| \| \| ~491,3 \| Bahnstrecke Perigueux–Saint-Pardoux-la-Rivière und D 939 (ehem. N 139) \| Bahnstrecke Perigueux–Saint-Pardoux-la-Rivière und D 939 (ehem. N 139) \| \| \| \| \| \| \| \| 493,0 \| Beauronne (4 ×) \| Beauronne (4 ×) \| \| \| \| D 939 und Bahnstrecke Perigueux–Saint-Pardoux-la-Rivière \| \| \| \| 494,6 \| Chancelade \| 94 m \| \| \| 495,3 \| D 939 und Bahnstrecke Perigueux–Saint-Pardoux-la-Rivière \| D 939 und Bahnstrecke Perigueux–Saint-Pardoux-la-Rivière \| \| \| \| \| \| \| \| 499,2 74,6 \| Bahnstrecke Coutras–Tulle von/nach Coutras Abzw. Coutras (Streckenende) \| Bahnstrecke Coutras–Tulle von/nach Coutras Abzw. Coutras (Streckenende) \| \| \| \| \| \| \| \| 75,4 \| Périgueux \| 87 m \| \| \| \| Bahnstrecke Périgueux–Saint-Yrieix-la-Perche \| \| \| \| \| Isle \| \| \| \| \| Bahnstrecke Perigueux–Saint-Pardoux-la-Rivière (Meterspur) \| \| \| \| \| Bahnstrecke Coutras–Tulle nach Tulle \| \| \| \| \| \| \| \| Beginn der Kilometrierung: Bahnhof Paris-Austerlitz via Vierzon \| \| \| \| |                                                                  | | |
| |                                                                  | Bahnstrecke Les Aubrais-Orléans–Montauban-Ville-Bourbon von Les Aubrais-Orléans                                      | |
| |                                                                  | | |
| Abzweig geradeaus und von rechts |                                                                  | Bahnstrecke Limoges-Bénédictins–Angoulême von Angoulême                                                              | Bahnstrecke Limoges-Bénédictins–Angoulême von Angoulême                                                              |
| U-Bahn-Strecke von rechts (außer Betrieb) · Strecke |                                                                  | Bahnstrecke Limoges–Peyrat-le-Château v. Limoges-Montjovis                                                           | Bahnstrecke Limoges–Peyrat-le-Château v. Limoges-Montjovis                                                           |
| U-Bahn-Bahnhof · Bahnhof | 401,2                                                            | Limoges-Bénédictins                                                                                                  | 251 m |
| U-Bahn-Strecke nach links (außer Betrieb) · Kreuzung | 401,7                                                            | Tunnel de Limoges (1.024 m) u. Limoges–Peyrat-le-Ch.                                                                 | Tunnel de Limoges (1.024 m) u. Limoges–Peyrat-le-Ch.                                                                 |
| |                                                                  | | |
| Abzweig geradeaus und nach links | 402,7                                                            | Bahnstrecke Les Aubrais-Orléans–Montauban-Ville-Bourbon nach Montauban-Ville-Bourbon (Abzw. Uzerche; Streckenbeginn) | Bahnstrecke Les Aubrais-Orléans–Montauban-Ville-Bourbon nach Montauban-Ville-Bourbon (Abzw. Uzerche; Streckenbeginn) |
| |                                                                  | | |
| |                                                                  | | |
| Kreuzung geradeaus oben · U-Bahn-Strecke von rechts (außer Betrieb) |                                                                  | N 520 u. Bahnstrecke Limoges–Saint-Mathieu-et-Rochechouart nach Limoges-Montjovis                                    | N 520 u. Bahnstrecke Limoges–Saint-Mathieu-et-Rochechouart nach Limoges-Montjovis                                    |
| |                                                                  | | |
| Kreuzung geradeaus oben · U-Bahn-Strecke nach rechts (außer Betrieb) |                                                                  | N 21 und Bahnstrecke Limoges–Saint-Mathieu-et-Rochechouart                                                           | N 21 und Bahnstrecke Limoges–Saint-Mathieu-et-Rochechouart                                                           |
| Brücke über Wasserlauf | 405,5                                                            | Vienne (Viaduc d’Isle; 93 m)                                                                                         | Vienne (Viaduc d’Isle; 93 m)                                                                                         |
| Brücke über Wasserlauf | 409,2                                                            | Briance (120 m) | Briance (120 m) |
| Haltepunkt / Haltestelle | 409,4                                                            | L’Aiguille | 233 m |
| ehemaliger Bahnhof | 411,7                                                            | Beynac | 257 m |
| Bahnhof | 421,2                                                            | Nexon | 329 m |
| Abzweig geradeaus und nach links | 421,4                                                            | Bahnstrecke Nexon–Brive-la-Gaillarde nach Brive-la-Gaillarde                                                         | Bahnstrecke Nexon–Brive-la-Gaillarde nach Brive-la-Gaillarde                                                         |
| Bahnhof | 429,4                                                            | Lafarge | 405 m |
| Kulminations-/Scheitelpunkt | 435,6                                                            | Scheitelpunkt | 425 m |
| Abzweig geradeaus und ehemals von rechts | 438,4                                                            | Bahnstrecke Saillat-sur-Vienne–Bussière-Galant v. Saillat-Ch.                                                        | Bahnstrecke Saillat-sur-Vienne–Bussière-Galant v. Saillat-Ch.                                                        |
| Bahnhof | 438,6                                                            | Bussière-Galant | 419 m |
| Abzweig geradeaus und ehemals nach links | 439,1                                                            | Bahnstrecke Bussière-Galant–Saint-Yrieix nach St-Yriex-la-P.                                                         | Bahnstrecke Bussière-Galant–Saint-Yrieix nach St-Yriex-la-P.                                                         |
| Brücke |                                                                  | N21 | N21 |
| |                                                                  | | |
| Grenze | 440,8                                                            | Département Haute-Vienne / Dordogne (Bahnverwaltung Limoges / Bordeaux)                                              | Département Haute-Vienne / Dordogne (Bahnverwaltung Limoges / Bordeaux)                                              |
| |                                                                  | | |
| Bahnhof | 448,6                                                            | La Coquille | 337 m |
| ehemaliger Bahnhof | 453,1                                                            | Mavaleix | 300 m |
| Tunnel | 460,5                                                            | Tunnel de Douyeras (326 m)                                                                                           | Tunnel de Douyeras (326 m)                                                                                           |
| Abzweig geradeaus und ehemals von rechts |                                                                  | Bahnstrecke Quéroy-Pranzac–Thiviers von Le Quéroy-Pranzac                                                            | Bahnstrecke Quéroy-Pranzac–Thiviers von Le Quéroy-Pranzac                                                            |
| Strecke · U-Bahn-Strecke von links |                                                                  | Bahnstrecke Saint-Yrieix-La-Perche–Thiviers (Meterspur)                                                              | Bahnstrecke Saint-Yrieix-La-Perche–Thiviers (Meterspur)                                                              |
| Bahnhof · U-Bahn-Kopfbahnhof Streckenende | 463,4                                                            | Thiviers | 253 m |
| Tunnel | 463,9                                                            | Tunnel de Thiviers (401 m)                                                                                           | Tunnel de Thiviers (401 m)                                                                                           |
| Abzweig geradeaus und ehemals nach links | 464,6                                                            | Bahnstrecke Thiviers–Saint-Aulaire nach Saint-Aulaire                                                                | Bahnstrecke Thiviers–Saint-Aulaire nach Saint-Aulaire                                                                |
| ehemaliger Haltepunkt / Haltestelle | 468,8                                                            | Les Grandes-Bruges                                                                                                   | 203 m |
| Bahnhof | 473,2                                                            | Négrondes | 174 m |
| Brücke über Wasserlauf | 477,1                                                            | Beauronne | Beauronne |
| ehemaliger Bahnhof | 479,4                                                            | Ligueux | 142 m |
| Bahnhof | 484,4                                                            | Agonac | 123 m |
| Bahnhof | 491,2                                                            | Château-l’Évêque | 103 m |
| |                                                                  | | |
| Bahnübergang · U-Bahn-Strecke von rechts (außer Betrieb) | ~491,3                                                           | Bahnstrecke Perigueux–Saint-Pardoux-la-Rivière und D 939 (ehem. N 139)                                               | Bahnstrecke Perigueux–Saint-Pardoux-la-Rivière und D 939 (ehem. N 139)                                               |
| |                                                                  | | |
| Brücke über Wasserlauf | 493,0                                                            | Beauronne (4 ×) | Beauronne (4 ×) |
| Kreuzung geradeaus oben |                                                                  | D 939 und Bahnstrecke Perigueux–Saint-Pardoux-la-Rivière                                                             | D 939 und Bahnstrecke Perigueux–Saint-Pardoux-la-Rivière                                                             |
| Bahnhof | 494,6                                                            | Chancelade | 94 m |
| Kreuzung geradeaus oben · U-Bahn-Strecke von rechts (außer Betrieb) | 495,3                                                            | D 939 und Bahnstrecke Perigueux–Saint-Pardoux-la-Rivière                                                             | D 939 und Bahnstrecke Perigueux–Saint-Pardoux-la-Rivière                                                             |
| |                                                                  | | |
| Abzweig geradeaus, ehemals nach rechts und von rechts · U-Bahn-Strecke | 499,2 74,6                                                       | Bahnstrecke Coutras–Tulle von/nach Coutras Abzw. Coutras (Streckenende)                                              | Bahnstrecke Coutras–Tulle von/nach Coutras Abzw. Coutras (Streckenende)                                              |
| |                                                                  | | |
| Bahnhof · U-Bahn-Bahnhof | 75,4                                                             | Périgueux | 87 m |
| Strecke · U-Bahn-Abzweig geradeaus und nach links (Strecke außer Betrieb) |                                                                  | Bahnstrecke Périgueux–Saint-Yrieix-la-Perche                                                                         | Bahnstrecke Périgueux–Saint-Yrieix-la-Perche                                                                         |
| Brücke über Wasserlauf |                                                                  | Isle | Isle |
| Kreuzung geradeaus oben · U-Bahn-Strecke nach rechts (außer Betrieb) |                                                                  | Bahnstrecke Perigueux–Saint-Pardoux-la-Rivière (Meterspur)                                                           | Bahnstrecke Perigueux–Saint-Pardoux-la-Rivière (Meterspur)                                                           |
| |                                                                  | Bahnstrecke Coutras–Tulle nach Tulle                                                                                 | |
| |                                                                  | | |
| Beginn der Kilometrierung: Bahnhof Paris-Austerlitz via Vierzon |                                                                  | | |

Die Bahnstrecke Limoges-Bénédictins–Périgueux ist eine überwiegend eingleisige, nicht-elektrifizierte Eisenbahnstrecke in Frankreich. Sie verbindet in Nordost-Südwest-Richtung den Eisenbahnknoten Limoges mit Périgueux, das an der Bahnstrecke Coutras–Tulle einen wichtigen Unterwegshalt darstellt. Die Topografie des Limousins und des Perigords ist nur wenig profiliert, sodass die Strecke relativ gerade verläuft und nur wenige Ingenieurbauwerke beim Bau erforderlich waren.

## Streckenbeschreibung
Den Bahnhof von Limoges südlich verlassend läuft die Strecke direkt in den 1024 m langen Tunnel de Limoges, der noch zur Bahnstrecke Les Aubrais-Orléans–Montauban-Ville-Bourbon gehört. Während sich die Strecke nach Montauban nach Ende des Tunnels nach links wendet, die Vienne überquert und ihr Tal verlässt, wird die Strecke nach Périgueux zusammen mit der N 21, die bis in die 1940er Jahre auch die Verkehrstrasse der meterspurigen Bahnstrecke Limoges–Saint-Mathieu-et-Rochechouart war, eng entlang der Vienne geführt. Erst nach Aiguille verlässt auch sie das Viennetal.
Die nächsten 25 km sind von moderaten, maximal 10 ‰ starken Steigungen geprägt und ab da fällt das Profil in gleichem Maß bis zu seinem Endpunkt in Périgueux wieder ab. Wenig später wird die Grenze zwischen den Départements Haute-Vienne und Dordogne überquert. In Nexon trennt sich die Bahnstrecke Nexon–Brive-la-Gaillarde nach Brive-la-Gaillarde ab, die in den 1960er Jahren nur noch bis Lubersac, heute nur bis Saint-Yrieix-la-Perche bedient wird. In Bussière-Galant gab es Anfang des 20. Jahrhunderts auf Meterspur-Gleisen Anschluss an die Bahnstrecke Saillat-sur-Vienne–Bussière-Galant nach Saillat-sur-Vienne und die Bahnstrecke Bussière-Galant–Saint-Yrieix.

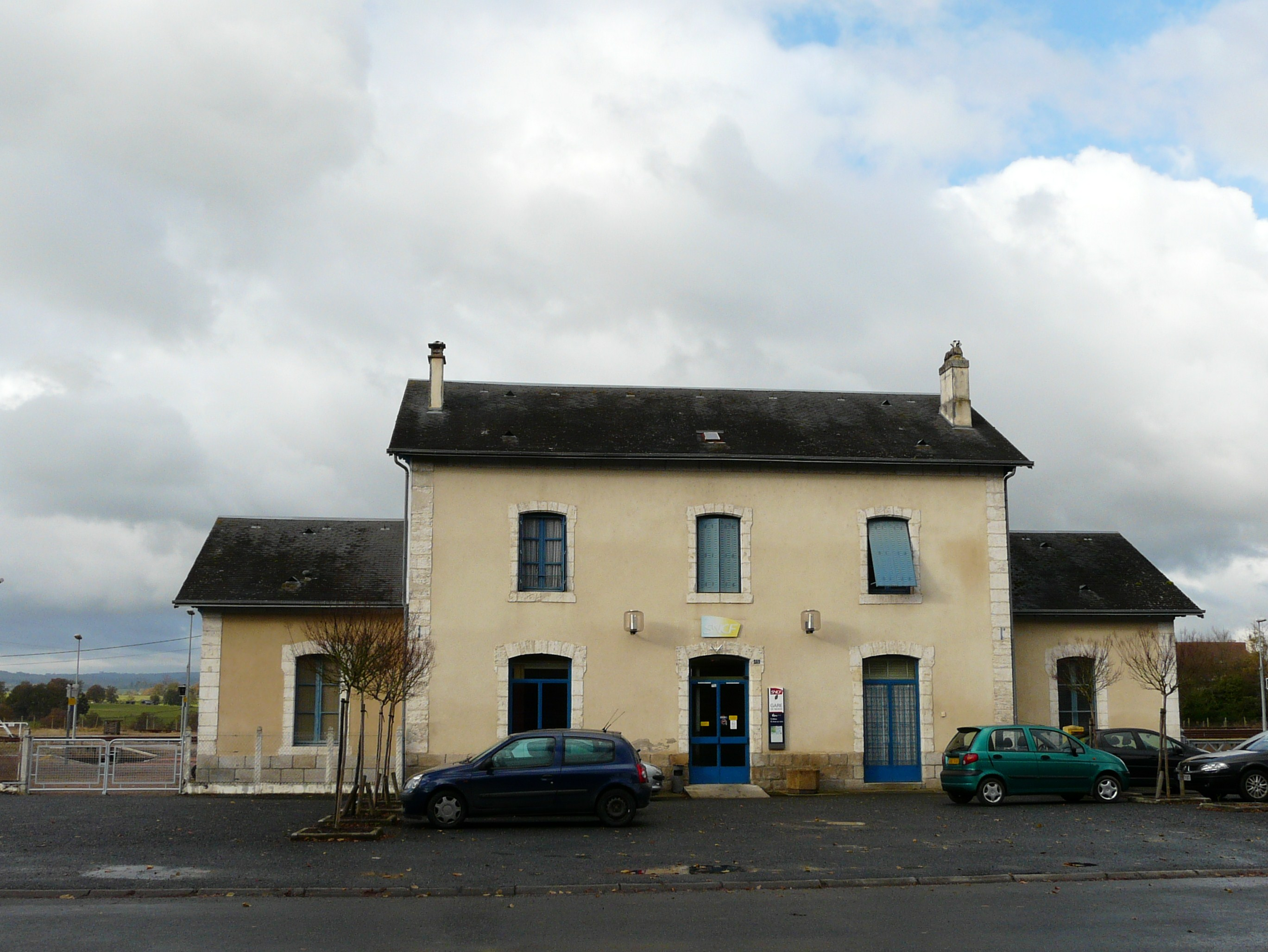
Bahnhof Nexon, November 2013

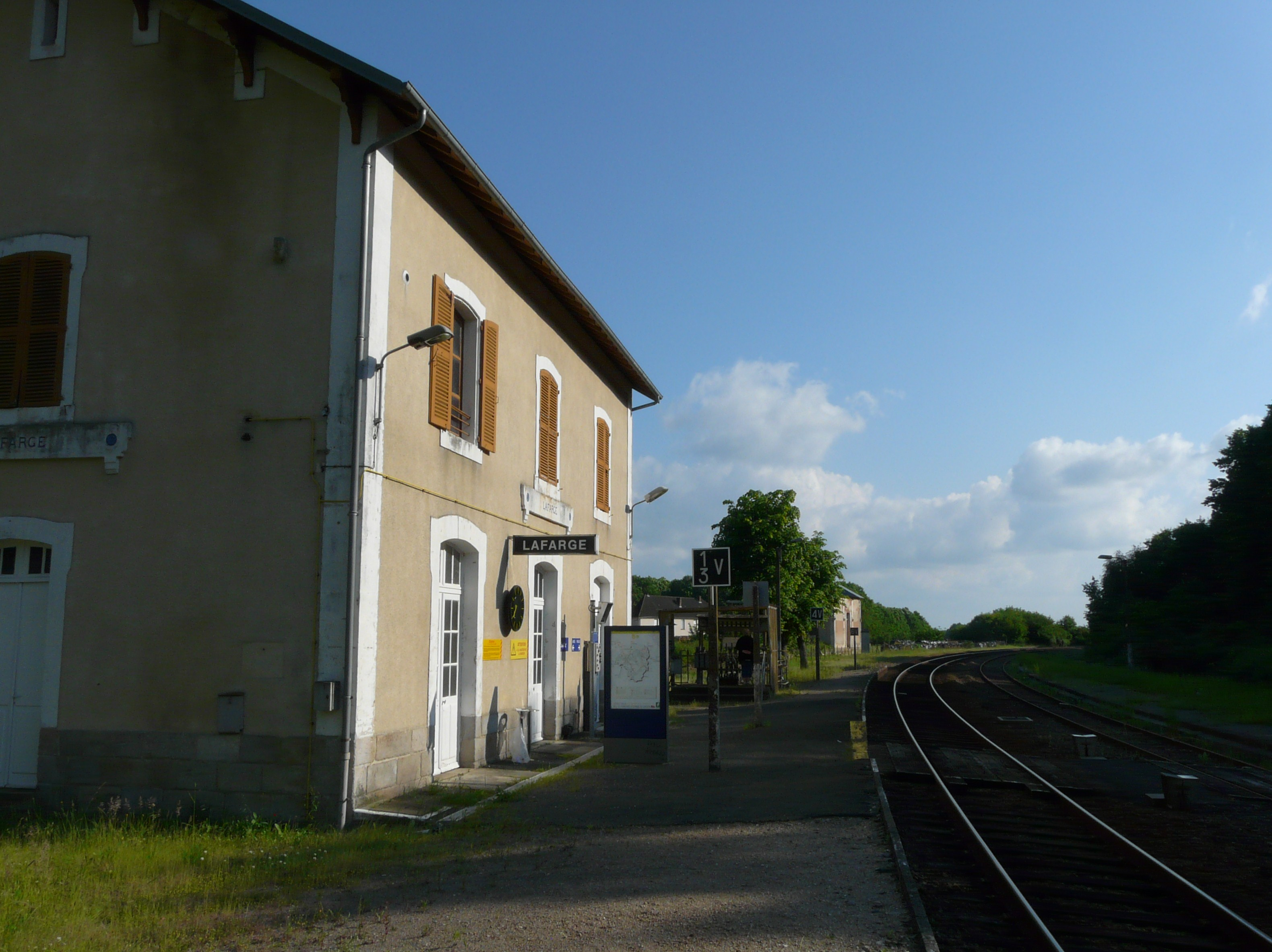
Zum Halte herabgestufter Bahnhof Lafarge, Sommer 2016

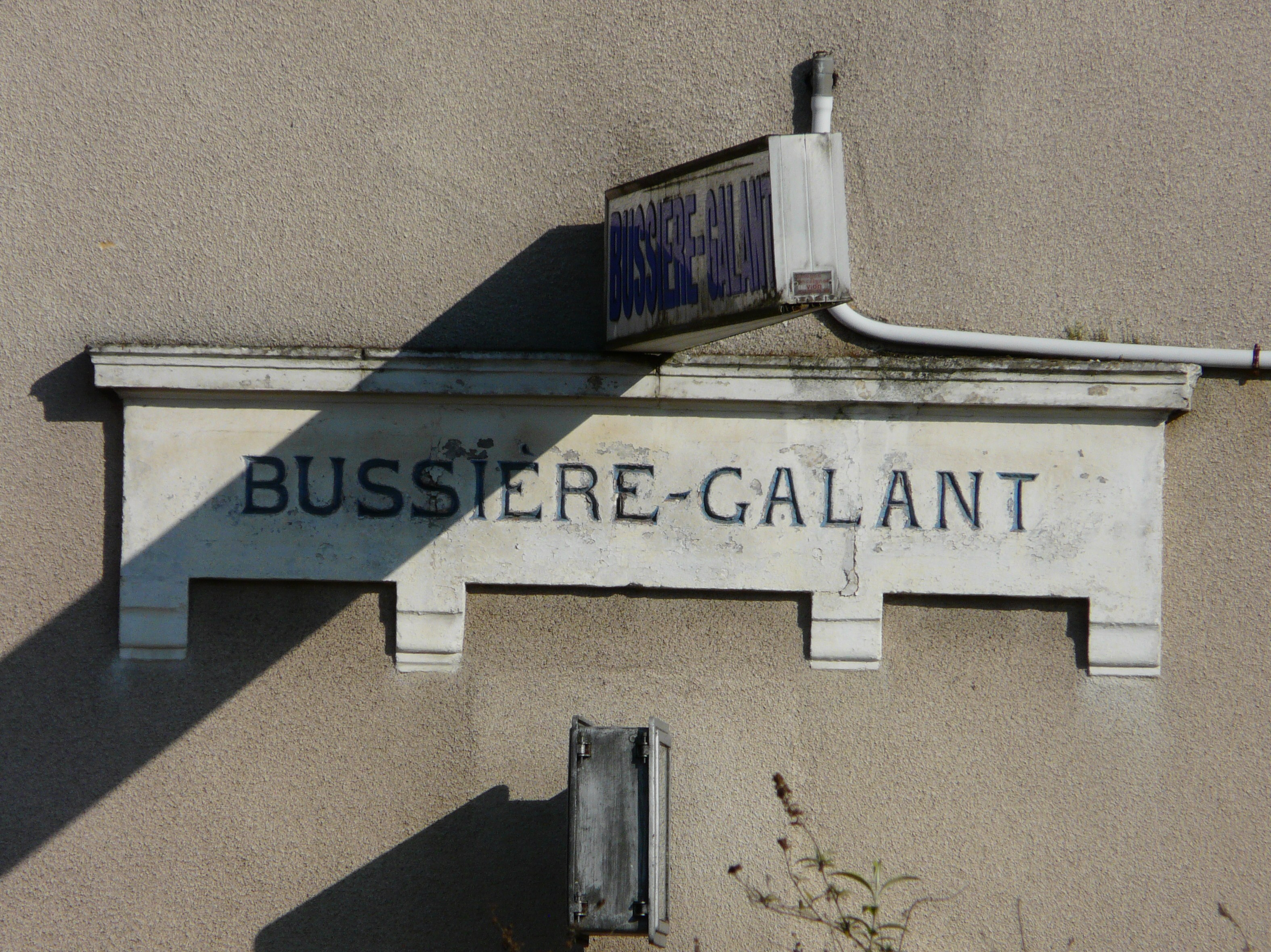
Stationsbeschriftung in Bussière-Galant

Auch Thiviers war ein Kreuzungsbahnhof mit den beiden Strecken Quéroy-Pranzac–Thiviers und Bahnstrecke Thiviers–Saint-Aulaire sowie der Meterspurstrecke Saint-Yrieix-La-Perche–Thiviers. Alle Anschlussstrecken sind stillgelegt und entwidmet. Auf ihren letzten Kilometern begleiten die Strecken den gesamten Lauf der Beauronne. Ab Château-l’Évêque kam bis in die 1940er Jahre von rechts die Bahnstrecke Perigueux–Saint-Pardoux-la-Rivière in das hier enger werdende Tal hinzu, die sie bis zu ihrem Endbahnhof in Périgueux begleitete. Mehrfache Streckenverschlingungen kennzeichnen die Trasse, die auch durch urbane, zuletzt vor allem industrielle Bebauung beengt wird. Knapp einen Kilometer vor seinem Endbahnhof wird ihr Streckenende erreicht, wo sie auf die von rechts kommende Bahnstrecke Coutras–Tulle stößt.

## Geschichte
Diese Strecke gehört zu dem Gesamtstreckenverlauf bis Agen, der ab Périgueux als Bahnstrecke Niversac–Agen auf über 140 km fortgesetzt wird. Hinzu kommen noch die 11 km auf der Bahnstrecke Coutras–Tulle, sodass die Entfernung 249 Bahnkilometer beträgt.
Eine Konzessionärsgesellschaft verschiedener Einzelpersonen erhielt dafür am 23. April 1853 die notwendige Konzession. Daraus formierte sich einen Monat später die Compagnie du chemin de fer Grand-Central de France, deren Gründung am 30. Juli desselben Jahres behördlich bestätigt wurde. Diese Gesellschaft war damit für den Bau und Betrieb dieser und anderer Bahnstrecken befugt. Anfang Februar und am 6. April 1855 erhielt sie die endgültige Bewilligung dafür. Finanzielle Schwierigkeiten führten zum Konkurs und Liquidation des Unternehmens. Die Rechte gingen 1857 an die Compagnie du chemin de fer de Paris à Orléans (P.O.) über.
In der Zwischenzeit hatten die Bauarbeiten der einspurigen Strecke begonnen, die von der P.O. bis zum 26. August 1861 zum Abschluss gebracht werden konnten, als das Verkehrsbauwerk seinen Betrieb eröffnete. 1863 kam das zweite Gleis hinzu, das 1961 und 1962 etappenweise wieder abgebaut wurde. Lediglich zwischen dem Abzweig Uzerche und Nexon blieb das zweite Gleis erhalten. Neun Bahnhöfe wurden zeitgleich mit der Strecke eröffnet. Die Stationen in Mavaleix, Gemeinde Chalais (Dordogne), und Chancelade sowie der Halt in Ligueux kamen später hinzu.
Mit der Verstaatlichung der Eisenbahnen in Frankreich kam die Strecke 1938 zur SNCF, wurde 1997 zur Réseau ferré de France (RFF) und schließlich 2015 zur SNCF Réseau ausgegliedert.